# Antonio María Rouco Varela
Antonio María Rouco Varela (Vilalaba, 20. kolovoza 1936.) španjolski je prelat Katoličke Crkve. Služio je kao nadbiskup Madrida od 1994. do 2014. godine.
Ivan Pavao II. imenovao ga je kardinalom-svećenikom crkve S. Lorenza u Damasu na konzistoriju 21. veljače 1998. godine. Bio je jedan od kardinala izbornika koji su sudjelovali na papinskoj konklavi 2005. godine na kojoj je izabran papa Benedikt XVI. Rouco Varela ponovno je bio kardinal izbornik u papinskoj konklavi koja je izabrala papu Franju u ožujku 2013.